# José Leudo
José David Leudo Romaña (Apartadó, 9 novembre 1983) è un calciatore colombiano, centrocampista dell'Inter de Palmira.

## Statistiche

### Presenze e reti nei club
| Stagione                | Club                    | Campionato              | Campionato | Campionato | Coppe nazionali | Coppe nazionali | Coppe nazionali | Coppe continentali | Coppe continentali | Coppe continentali | Supercoppe | Supercoppe | Supercoppe | Totale | Totale |
| Stagione                | Club                    | Comp                    | Pres       | Reti       | Comp            | Pres            | Reti            | Comp               | Pres               | Reti               | Comp       | Pres       | Reti       | Pres   | Reti   |
| ----------------------- | ----------------------- | ----------------------- | ---------- | ---------- | --------------- | --------------- | --------------- | ------------------ | ------------------ | ------------------ | ---------- | ---------- | ---------- | ------ | ------ |
| 2017-2018               | Atlético Huila          | A                       | 23         | 0          | CC              | 0               | 0               | -                  | -                  | -                  | -          | -          | -          | 23     | 0      |
| 2018-2019               | NorthEast United        | ISL                     | 17+2       | 0          | SC              | 1               | 0               | -                  | -                  | -                  | -          | -          | -          | 20     | 0      |
| 2019-2020               | NorthEast United        | ISL                     | 14         | 1          | SC              | 0               | 0               | -                  | -                  | -                  | -          | -          | -          | 14     | 1      |
| Totale NorthEast United | Totale NorthEast United | Totale NorthEast United | 33         | 1          |                 | 1               | 0               |                    | -                  | -                  |            | -          | -          | 34     | 1      |
| Totale Carriera         | Totale Carriera         | Totale Carriera         | 56         | 1          |                 | 1               | 0               |                    | -                  | -                  |            | -          | -          | 57     | 1      |